# لاگومار، ویرجینیا بیچ، ویرجینیا
لاگومار (به انگلیسی: Lago Mar) یک منطقهٔ مسکونی در ایالات متحده آمریکا است که در ویرجینیا واقع شده‌است. لاگومار ۳٫۰۵ متر بالاتر از سطح دریا واقع شده‌است.